# Гімнасій у Сардах

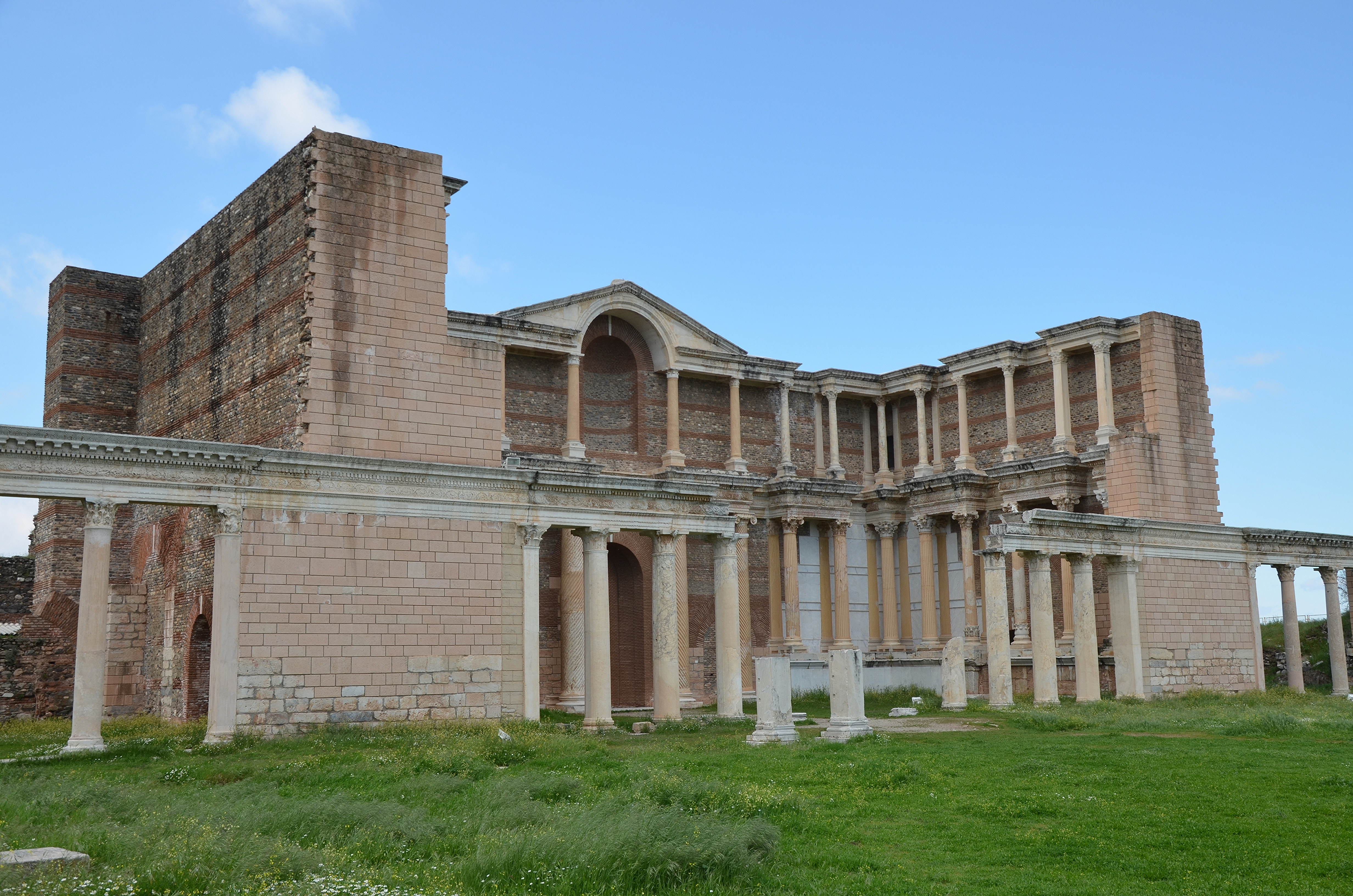

Банно-гімнастичний комплекс у Сардах — археологічний пам'ятник у Сардах на території сучасної Туреччини.
В 17 році 12 лідійських міст були геть знищені землетрусом. За повідомленням Тацита, «найбільше постраждали жителі Сард, і вони ж удостоїлися найбільших милостей з боку Цезаря, бо він пообіцяв їм десять мільйонів сестерціїв і на п'ять років звільнив від всіх платежів, які вони вносили в державне казначейство або в казну імператора». На виділену імператором Тиберієм суму місто було відбудовано заново. Банно-гімнастичний комплекс спочатку був запланований на новій головній вулиці міста, нині відомої як Мармурова. Споруда будівлі і облаштування його каналізаційної системи, тривали понад століття. Весь цей час фінансування будівництва велося як з імператорської, так і з місцевої казни. Споруда безперервно експлуатувалася близько 500 років до розграбування Сард персами в 616 році.
Комплекс розташований в північно-західному кварталі міста, в 150-200 метрах від річки Пактол, на північ від шосе AH87. Комплекс будівель займає площу в 2,07 га, його розміри 122,6 на 169,3 метрів.
У 1750 році руїни відвідав французький дипломат Клод-Шарль Пейсоннель, який припустив, що це палац Креза. У тому ж році в Сардах зупинилася група професійних мандрівників, включаючи англійського письменника Роберта Вуда і італійського архітектора Джанбаттиста Борра, який склав перший план місцевості. Подорожував по Малій Азії в 1833-1837 роках і французький археолог Шарль Тексьє, який припустив, що руїни є гімнасієм IV століття, хоча наявність там лазні не відповідала його уявленням про споруди подібного роду. Пізніше німецький класичний філолог Іоганн Шмідт провів епіграфічний опис будівлі.
З 1958 року в Сардах ведуть спільні розкопки Гарвардський і Корнеллський університети, в тому числі на території гімназії в 1958-1975 роках.